# غریزه کشنده (فیلم)
غریزه کشنده (به انگلیسی: Fatal Instinct) یا غریزه مرگبار فیلمی محصول سال ۱۹۹۳ و به کارگردانی کارل راینر است. در این فیلم بازیگرانی همچون آرماند آسانته، شریلین فن، کیت نلیگان، شان یانگ، تونی رندل، کریستوفر مک‌دونالد، جیمز رمار، جان ویثرسپون، باب اوکر، ارتا کیت، تونی رندل، بیل کوبس ایفای نقش کرده‌اند.
عنوان این فیلم ترکیبی از نام دو فیلم جذابیت کشنده و غریزه اصلی است که بازیگر هر دو فیلم مایکل داگلاس بوده‌است.